# Rudersdorf (Burgenland)
Pour les articles homonymes, voir Rudersdorf.
Rudersdorf est une commune autrichienne du district de Jennersdorf dans le Burgenland.

## Géographie
La commune est située sur la route E66, entre Fürstenfeld (Styrie) et la Hongrie (Körmend). Le village de Dobersdorf, au sud-est, en fait partie.

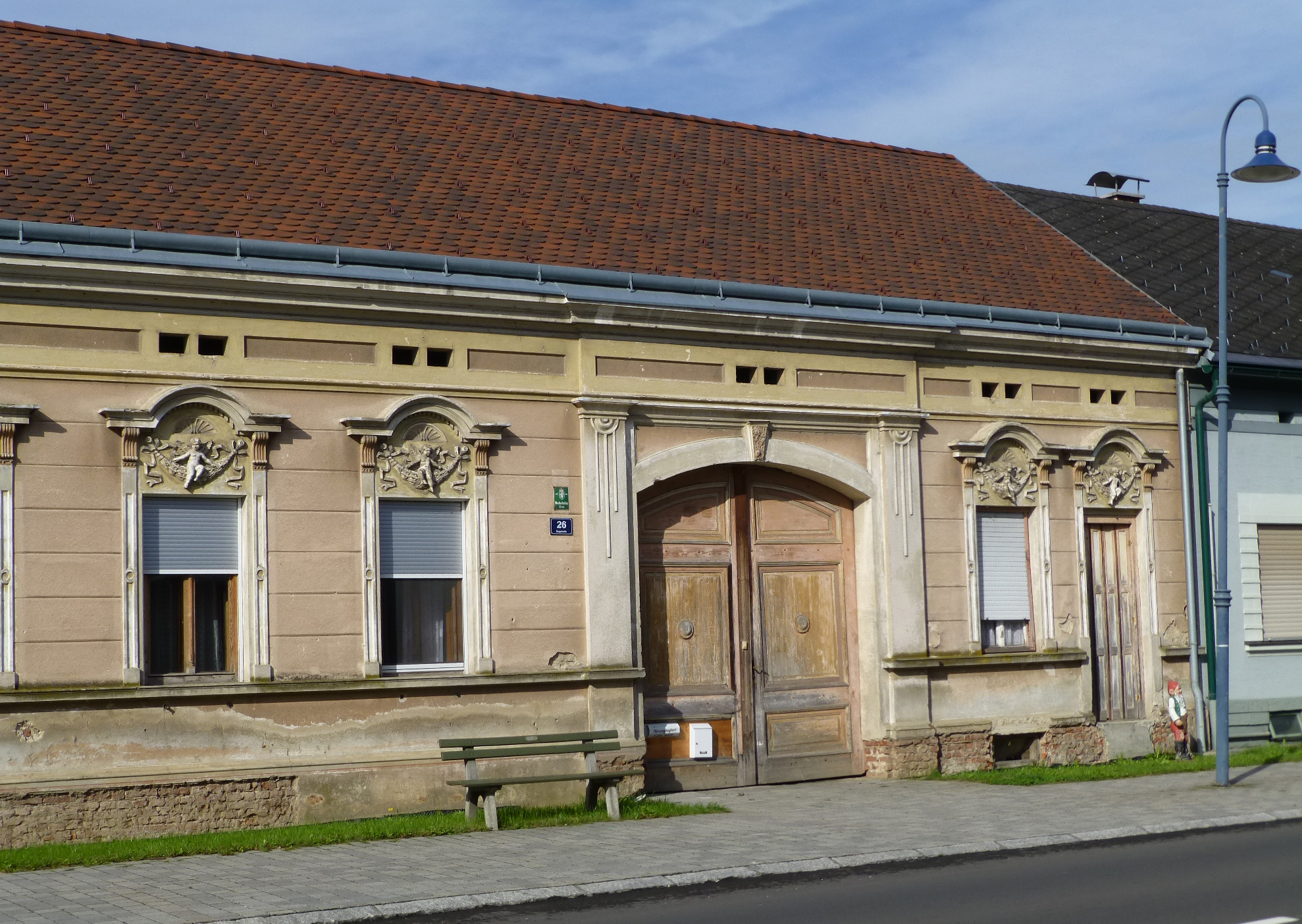
Maison bourgeoise traditionnelle, particulièrement richement décorée.